# Кубок річниці Незалежності України 1992
Кубок річниці Незалежності України — офіційний турнір, організований РФС і ФФУ за участі Посольства України в Москві наприкінці літа 1992 року.

## Історична довідка
Турнір був присвячений річниці здобуття Україною державної Незалежності. Учасниками мали стати чотири клуби, які за радянських часів входили до спорттовариства «Динамо». Втім, тбіліське та мінське «Динамо» не змогли приїхати, тож півфінали не відбулись, а все змагання складалося з одного матчу. 

## Розіграш 1992 року
1/2 фіналу
24.08. «Динамо» (Москва, Росія) — «Динамо» (Мінськ, Білорусь) — не відбувся
24.08. /Москва/ «Динамо» (Київ, Україна) — «Динамо» (Тбілісі, Грузія) — не відбувся

### Фінал
| 25 серпня 1992 похмуро, місцями дощ, 18°С |

| «Динамо» (Москва) | 0 – 1    | «Динамо» (Київ) |
| ----------------- | -------- | --------------- |
|                   | Протокол | Беца 82'        |

| Стадіон «Динамо» (Москва) Глядачів: 2 000 Арбітр: В. Жук (Білорусь) |

«Динамо» (Москва): Клейменов, Кривощоков (Спандерашвілі, 46), Скляров (Деркач, 46), Селезов, Кучин (Калитвинцев, 46), Оганесян, Бородкін, Смоляников, Костюк (Гаврилін, 46), Ковардаєв, Савченко (Касумов, 46). Тренер Газзаєв.
«Динамо» (Київ): Кутєпов, Лужний (Алексаненков, 46), Панкратьєв (Волотьок, 46), Дем'яненко (Шкапенко, 46), Зуєнко, Ковалець, Яковенко (Беца, 46), Заєць, Шаран (Мороз В., 46), Грицина, Мінтенко (Мороз Ю., 46). Тренер Пузач.
|                                               | … Усе тече, все змінюється. Звичайні ще кілька років тому матчі динамівських команд Москви і Києва уже мають примітку — міжнародна зустріч. Саме такий поєдинок одвічних суперників відбувся минулого вівторка на московському стадіоні «Динамо»… Ця зустріч була присвячена річниці незалежності України. Чи не вперше на футбольних аренах країн СНД замайорів синьо-жовтий стяг, лунали, українські пісні. Незважаючи на прохолодну і дощову погоду, на трибунах можна було зустріти чимало відомих широкому загалу фахівців — Костянтина Бескова. Едуарда Малофєєва, Миколу Озерова, Михайла Якушина… Благодійність — найліпший підсумок цього матчу. Всі виручені кошти підуть на підтримку ветеранів команд. Приємно, що навіть у такий важкий час ми не забуваємо про тих людей, котрі віртуозною грою дарували нам щасливі хвилини. І вони відразу віддячили за шану. У перерві матчу основних складів під щирі оплески трибун відбувся цікавий двобій ветеранів… Суддя з Білорусі Вадим Жук вивів на поле і молоде покоління динамівських команд. Глядачі за відсутності кількох провідних гравців, які захищали кольори національних і молодіжних збірних, мали змогу переглянути у ділі молодь. У киян хотілося б відзначити дебютанта команди Павла Шкапенка, котрий вирізнявся постійною націленістю на ворота суперника. Саме з його допомогою Степан Беца під завісу гри забив переможний гол … |
| — «Спортивна газета» за 28.08.1992, №91, с. 4 | |

|                                                                       | … У Москві завершився «Кубок річниці незалежності України» — турнір за участі найсильніших динамівських колективів колишнього СРСР: Києва, Москви, Тбілісі, Мінська (щоправда, два останні не змогли приїхати до столиці РФ). Це змагання є прямим продовженням всесоюзних першостей ФСТ «Динамо». Нагадаємо, що «Динаміада» була найпершим всесоюзним турніром для клубів. Вона збирала провідні команди свого товариства (часто це були також провідні команди всього Союзу) дев’ять разів у 1927–29, 1933, 1948, 1982–83, 1986–87 роках. Таким чином щойно закінчилася перша «Динаміада» СНД. Хтозна, чи відбудуться такі змагання в майбутньому. А допоки посольство України в РФ за допомоги ФФУ та РФС вирішило символічно увіковічити нашу спільну історію: переможцям «Динаміад» СРСР і СНД будуть вручені десять кришталевих призів (див. фото). Сподіваємося, вже скоро буде виготовлений приз №11! … |
| — «Київщина у спорті» за 28.08.1992, №29, с. 2[неавторитетне джерело] | |